# Георги Доневски
Георги Митрев Доневски (на македонска литературна норма: Ѓорѓи Доневски) е общественик от Република Македония, активист на егейската емиграция, дългогодишен председател на Сдруженията на децата бежанци от Егейска Македония „Незаборав“.

## Биография
Роден е в село Бабчор, Костурско в 1935 година в семейството на Митре и Доста Доневи. Доневски на 13-годишна възраст по време на Гражданската война е изведен от страната в групата на така наречените деца бежанци. Живее в град Бела църква, където има дом за деца бежанци. Инициатор и основател е на ФK „Индустриалец“ в ранните 60-те, по-късния МИK. Негово дело е стадионът на ФK Маджари „Борис Трайковски“, както и спортната зала в квартал Автокоманда. В 70-те го основава KУД „Гоце Делчев“, а в 80-те е секретар на Туристичкия съюз на Скопие.